# بوختا ایلیچا
بوختا ایلیچا (به لاتین: Bukhta-Ilicha) یک منطقه مسکونی سابق در جمهوری آذربایجان است که در باکو واقع شده است.